# Margo Seltzer
Margo Ilene Seltzer (Nueva York) es profesora e investigadora de sistemas informáticos. Es Profesora Herchel Smith de Informática (un tipo de cátedra) en la Facultad de Ingeniería y Ciencias Aplicadas John A. Paulson, en la Universidad de Harvard, donde participa de forma activa en el Grupo de Investigación de Sistemas.

## Educación y carrera académica

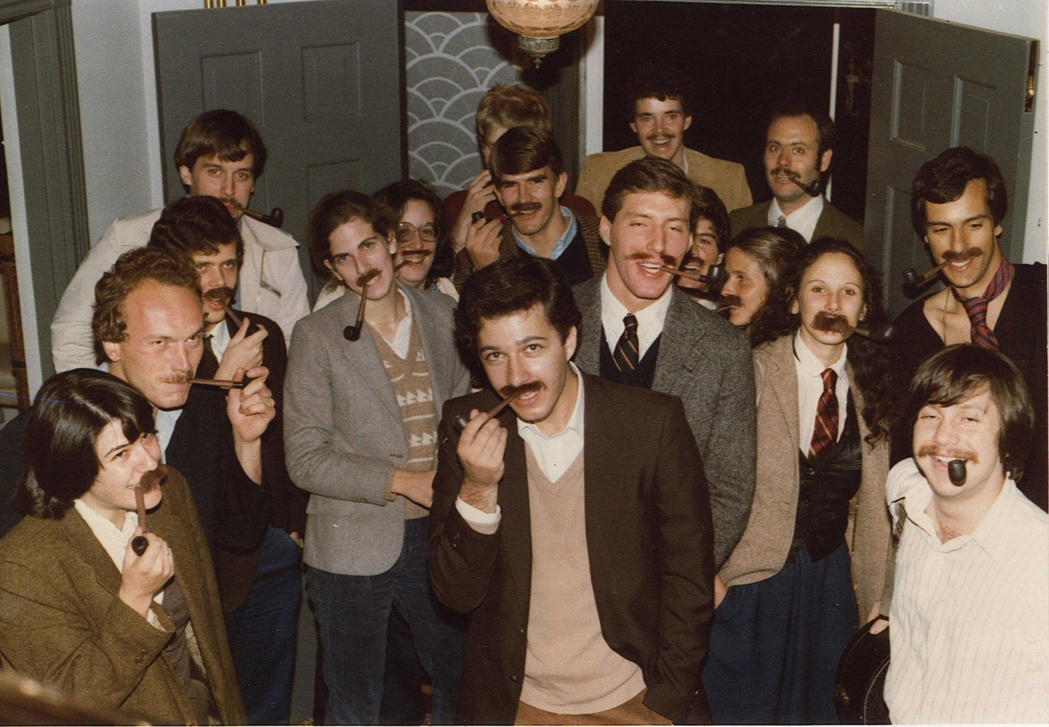
En Halloween de 1982, los asistentes del catedrático de Harvard Harry Lewis aparecieron en su casa disfrazados del propio Lewis, luciendo su característico bigote y pipa. Seltzer aparece a la izquierda.

En 1982 Seltzer fue asistente del profesor Harry R. Lewis en la Universidad de Harvard. En 1983 recibió su licenciatura en Matemáticas Aplicadas (A.B.) por la Facultad Radcliffe de la Universidad de Harvard, y en 1992 su Doctorado en Informática por la Universidad de California, Berkeley. Su tesis "File System Performance and Transaction Support" ("Rendimiento de los sistemas de archivo y apoyo de transacciones") fue supervisada por Michael Stonebraker.
Su trabajo en sistemas de archivo estructurados por logs (log-structured file systems), bases de datos y memorias caché de gran escala es muy reconocido, y es la autora principal del artículo BSD - LFS (Berkeley Software Distribution - Log-structured File System).
Seltzer se convirtió en Profesora Auxiliar de Informática de Harvard en 1992 y ascendió a Profesora Adjunta en 1997. Tres años después, en 2000, fue nombrada Profesora Gordon McKay (fue la primera mujer miembro junior de la facultad en conseguir un puesto indefinido) y en 2004 se convirtió en Profesora Herchel Smith de Informática.
De 2005 a 2010  fue designada Profesora Universitaria de Harvard en reconocimiento a sus "contribuciones particularmente importantes para la enseñanza universitaria", y de 2002
a 2006 fue Decana Asociada de la Escuela de Ingeniería y Ciencias Aplicadas.
Es consejera del grupo de mujeres estudiantes de informática de Harvard.

## Otros
Seltzer fue Directora Técnica de Sleepycat Software (desarrolladores de la Berkeley DB) desde 1996 hasta que Oracle adquirió la empresa en 2006. Fue líder en el equipo de trabajo de la base de datos de Oracle Berkeley DB durante varios años, antes de trasladarse a los Laboratorios de Oracle, donde continúa como diseñadora de este proyecto.
Seltzer fue directora de USENIX durante ocho años, vicepresidenta durante otro y actualmente ocupa el cargo de Presidenta de la asociación. En 2011 fue admitida como miembro de la Asociación de Sistemas Informáticos (ACM, por sus siglas en inglés).
Está casada con el desarrollador de software Keith Bostic.